# 마리우스 군제개혁

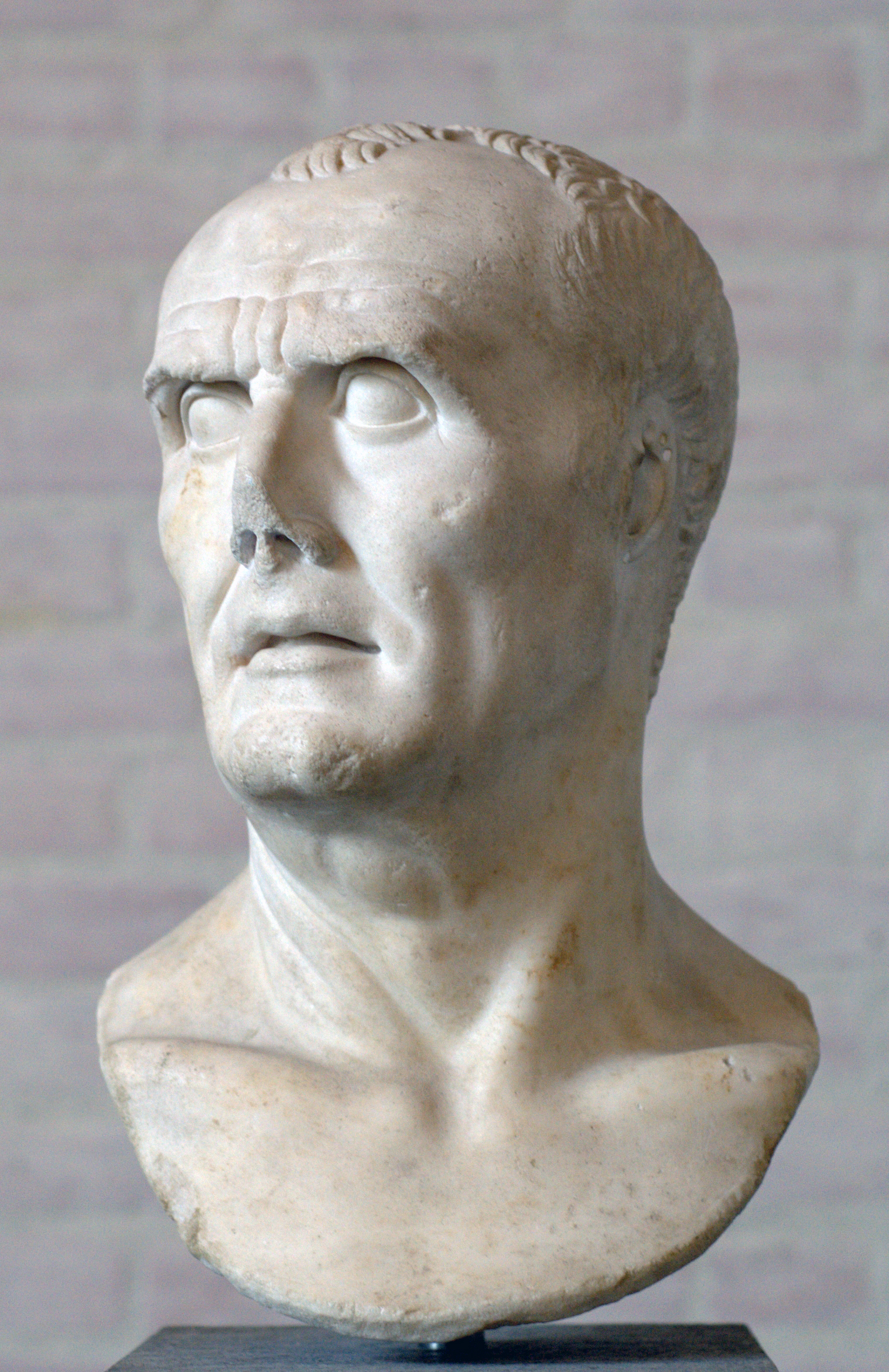
가이우스 마리우스

마리우스 군제개혁은 기원전 107년에 로마의 정치가 및 장군이었던 가이우스 마리우스가 실시한 군사 개혁이다.

## 배경
기원전 2세기 말까지, 로마의 군사로서 복무하기 위한 요구 조건들은 매우 엄격했다:
- 다섯 개의 센서스 계습에 속하거나 고위 신분이어야만 했다(아드시두이, 또는 "납세자").
- 3,500 세스테르티우스 만큼의 자산을 보유해야 했다.
- 장비를 직접 조달해야 했다.

특히나 로마의 센서스 계급(일반적인 플레브스/파트리키 구분과는 구별)들에 네 개의 표준화된 단위 유형(병사들이 자신의 군사 장비에 얼마나 돈을 쓸 수 있는지를 기반으로 함)이 군단을 구성했다:
- 벨리테스 - 가장 가난한 자들이고 (5계급 프롤레타리이) 보통 방패, 투구나 갑옷, 때로는 글라디우스조차도 갖출 수 없는 가장 젊은 시민들이다. 이들은 비무장한 자벨린 투척  산병들로 로마군의 대열 앞에 있었으며, 하스타티가 전진하는 동안에 적들을 교란시키기 위해 자벨린을 던졌고 그 다음에는 후방 쪽으로 대열을 거쳐 후퇴했다. 벨리테스는 전선의 특정 위치를 사수할 것을 요구되거나 맡겨지지 않았다.
- 하스타티 - 4계급 시민 계층으로 기본적인 갑옷과 작은 방패, 글라디우스를 갖출 수 있었다.  마리우스 군단병 이전 첫번째 대열의 중(엄밀히 말하면 중 (仲)보병들인 하스타티들은 전투 중에 대열 맨 앞을 사수할 것을 요구되었고 일반적으로 어리고 무서움이 없는 하류층에서 중류층들로 구성되었다. 가벼운 장비와 첫번째 대열이라는 위치는 이들이 전투 중에 큰 피해를 입는 것을 피할 수 없이 야기시켰지만, 좋은 활약 (과 생존)은  promotion to the 프린키페스 진급과 평화 시에 향상된 사회적 이동을 의미했다.
- 프린키페스 -
- 트리아리이 -
- 에퀴테스 -